# Warner Bros. Discovery Asia-Pacific
Warner Bros. Discovery Asia-Pacific – azjatycki przedstawiciel Discovery Communications. Główna siedziba znajduje się w Singapurze.
Transmituje 6 kanałów telewizyjnych do m.in. Chin, Korei i Australii.

Logo Warner Bros. Discovery Asia-Pacific

## Stacje telewizyjne nadawane przez Discovery Networks Asia

### Południowo-wschodnia Azja i Indonezja
- Discovery Channel
- Animal Planet
- Discovery Travel & Living
- Discovery Home & Health
- Discovery Turbo
- Discovery Science

### Chiny
- Discovery Channel
- Animal Planet
- Travel & Living
- Home & Health
- Turbo

### Korea
- Discovery Channel

### Taiwan
- Discovery Channel
- Animal Planet
- Travel & Living
- Home & Health
- Turbo
- Discovery Science

### AustraliaiNowa Zelandia
- Discovery Channel
- Animal Planet
- Travel & Living
- Home & Health